# Kim Jong-kwan
Kim Jong-kwan (en hangul, 김종관; nacido en Daejeon, 1975) es un director y guionista de cine surcoreano, así como fotógrafo y escritor.

## Carrera
Kim Jong-kwan se formó en el Instituto de las Artes de Seúl; ha tenido una dilatada carrera como director y guionista de cortometrajes entre el año 2000 y 2016, cuando realizó su primera película de larga duración, Worst Woman. Por algunos de estos cortometrajes ha recibido premios en los festivales internacionales de cine de Busan y de Moscú, así como en el Festival de Cine Independiente de Seúl.
Worst Woman está escrita y dirigida por Kim, y protagonizada por Han Ye-ri. En ella describe los encuentros románticos que tiene una mujer con tres hombres diferentes que conoce a lo largo de un día. La película recibió el Premio del Jurado FIPRESCI en el 38.º Festival Internacional de Cine de Moscú.
Del mismo año 2016 es el largometraje (formado, en realidad, por cuatro segmentos independientes que se desarrollan en el mismo escenario) The Table. En ella contó con la presencia de cuatro actrices de renombre como la propia Han Ye-ri, Jung Yu-mi, Jung Eun-chae e Im Soo-jung, y muestra cuatro conversaciones que mantienen a lo largo de un día sendas mujeres sentadas a la misma mesa de un café.
De 2019 es Shades of the Heart, donde Kim vuelve a ser guionista además de director. Protagonizada por Yeon Woo-jin, Kim Sang-ho, Lee Ji-eun (IU) y Lee Joo-young, la película cuenta la historia de un escritor que vuelve a Corea después de su divorcio, y a lo largo de varios encuentros y conversaciones con diferentes personas va encontrando la inspiración para su nueva novela.
En diciembre de 2020 estrenó Josée, versión de la película japonesa del mismo título estrenada en 2003. Los protagonistas son Han Ji-min y Nam Joo-hyuk, y narra la historia de amor que surge entre Josée, una joven parapléjica y encerrada en su propio mundo, y Young-seok, un estudiante universitario al que conoce casualmente. La película tuvo éxito de público, aunque con cifras relativamente modestas dado que se estrenó durante uno de los picos en el país de la pandemia de Covid-19.
El 28 de octubre de 2021 se estrenó su primer documental, titulado Another Record y centrado en la figura de la actriz Shin Se-kyung. El director presentó lo así: «Se siente como si hubiera filmado otra película. El límite entre el documental y la película se ha roto. Se trata de Shin Se-kyung conociendo a extraños y contando su propia historia, revelando sus valores». Existe el proyecto de continuar con esta serie de documentales que presentan aspectos inéditos de estrellas del cine.

## Filmografía

### Cortometrajes
| Año  | Título                                | Duración | Créditos                                                           |
| ---- | ------------------------------------- | -------- | ------------------------------------------------------------------ |
| 2000 | Street Story                          | 15′      | director                                                           |
| 2002 | Wind Story                            | 10′      | director, guionista, fotografía                                    |
| 2002 | Wounded                               | 3′       | director, guionista, fotografía, montaje                           |
| 2003 | Tell Her I Love Her                   | 19′ 50″  | director, guionista, fotografía, montaje, productor                |
| 2004 | How to Operate a Polaroid Camera      | 6′ 20″   | director, guionista, fotografía, montaje                           |
| 2005 | One Shining Day (parte Good-bye)      | 41′ 40″  | director, guionista                                                |
| 2005 | Waiting for Youngjae                  |          | director, guionista, montaje                                       |
| 2005 | Slowly                                | 14″      | director, guionista, montaje                                       |
| 2006 | Monologue #1                          | 10′      | director, guionista, fotografía, montaje, productor                |
| 2006 | A Lonely Season                       | 3′       | director                                                           |
| 2006 | Dialogue of Silence                   | 11′      | director                                                           |
| 2006 | Screwdriver                           | 11′      | director, fotografía, montaje                                      |
| 2007 | Short! Short! Short! (parte Waiting)  | 22′      | director, guionista, fotografía                                    |
| 2008 | Memories                              | 4′       | director                                                           |
| 2008 | Hey Tom                               | 9′       | director                                                           |
| 2008 | Trend Of This Fall                    | 9′       | director, guionista, montaje                                       |
| 2008 | Lovers                                | 80′      | director, guionista (recoge parte de sus cortometrajes hasta 2008) |
| 2009 | Short! Short! Short! (parte Coin Boy) |          | director, guionista                                                |
| 2010 | Come, Closer                          |          | director, guionista                                                |
| 2010 | Whispers In The Wind                  | 40′      | director                                                           |
| 2013 | One Perfect Day                       |          | guionista                                                          |
| 2014 | Phantoms of the Archive               | 33′      | director, guionista                                                |
| 2019 | Persona (parte Pasear de noche)       |          | director, guionista                                                |
| 2019 | Memories                              | 36′      | director                                                           |
| 2020 | Vestige (parte 1)                     |          | director (película en dos partes; parte 2 de Jang Kun-jae)         |

### Largometrajes
| Año  | Título               | Hangul         | Protagonistas                                               | Notas                                        | Ref.   |
| ---- | -------------------- | -------------- | ----------------------------------------------------------- | -------------------------------------------- | ------ |
| 2016 | Worst Woman          | 최악의 하루    | Han Ye-ri                                                   | director y guionista                         |        |
| 2016 | The Table            | 더 테이블      | Jung Yu-mi, Han Ye-ri, Jung Eun-chae e Im Soo-jung          | director y guionista                         |        |
| 2016 | Chae's Movie Theater | 채씨 영화방    | Uhm Tae-goo, Ji woo, Lee Ju-young                           | director y guionista. Emitida en Channel CGV | [ 14 ] |
| 2019 | Shades of the Heart  | 아무도 없는 곳 | Yeon Woo-jin, Kim Sang-ho, Lee Ji-eun (IU) y Lee Joo-young. | director y guionista                         | [ 15 ] |
| 2020 | Josée                | 조제           | Han Ji-min y Nam Joo-hyuk                                   | director y guionista                         |        |

### Documentales
| Año  | Título         | Hangul        | Notas                         | Ref.          |
| ---- | -------------- | ------------- | ----------------------------- | ------------- |
| 2021 | Another Record | 어나더 레코드 | Sobre la actriz Shin Se-kyung | [ 16 ] [ 17 ] |

## Publicaciones
Junto a su actividad principal como cineasta, Kim Jong-kwan colabora en revistas de cine, como Movie Week, donde ha tenido la columna Kevin's Sexy Page, a partir de la cual publicó en 2014 el libro 그러나 불은 끄지 말 것  (Pero no apagues el fuego), una colección de 32 ensayos y relatos breves que giran en torno a los temas del amor y el deseo.
En 2019 publicó el libro de ensayos 나는 당신과 가까운 곳에 있습니다 (Estoy cerca de ti), que trata diversos aspectos y recuerdos de su trabajo cinematográfico.
Por último, también ha publicado sus fotografías en otros libros individuales y colectivos, como 라이카, 영감의 도구 (Leica, una herramienta de inspiración, de 2017), y 일요일 외 (Aparte del domingo, de 2018).